# Bressan (football)
Pour les articles homonymes, voir Bressan (homonymie).
Matheus Simonete Bressanelli, plus couramment appelé Bressan, né le 15 janvier 1993 à Caxias do Sul au Brésil, est un footballeur brésilien. Il joue au poste de défenseur central.

## Biographie
Avec le club de Grêmio, il joue plus de 100 matchs en première division brésilienne.
Il remporte avec cette équipe la Copa Libertadores en 2017, en battant le club argentin du CA Lanús en finale.

## Palmarès
- Vainqueur de la Copa Libertadores en 2017 avec Grêmio
- Vice-champion du Brésil en 2013 avec Grêmio
- Vainqueur du Campeonato Gaucho en 2018 avec Grêmio